# Список астероїдів (46401—46500)
| Назва                           | Тимчасове позначення | Дата відкриття  | Місце відкриття            | Відкривач                                              |
| ------------------------------- | -------------------- | --------------- | -------------------------- | ------------------------------------------------------ |
| (46401) 2002 CY240              | 2002 CY240           | 11 лютого 2002  | Сокорро (Нью-Мексико)      | LINEAR                                                 |
| (46402) 2002 DB16               | 2002 DB16            | 16 лютого 2002  | Обсерваторія Галеакала     | NEAT                                                   |
| (46403) 2002 EQ20               | 2002 EQ20            | 9 березня 2002  | Сокорро (Нью-Мексико)      | LINEAR                                                 |
| (46404) 2002 EV20               | 2002 EV20            | 9 березня 2002  | Сокорро (Нью-Мексико)      | LINEAR                                                 |
| (46405) 2002 EJ28               | 2002 EJ28            | 9 березня 2002  | Сокорро (Нью-Мексико)      | LINEAR                                                 |
| (46406) 2002 EQ67               | 2002 EQ67            | 13 березня 2002 | Сокорро (Нью-Мексико)      | LINEAR                                                 |
| (46407) 2002 EC74               | 2002 EC74            | 13 березня 2002 | Сокорро (Нью-Мексико)      | LINEAR                                                 |
| (46408) 2002 FO3                | 2002 FO3             | 19 березня 2002 | Обсерваторія Фаунтін-Гіллс | Обсерваторія Фаунтейн-Гіллс                            |
| (46409) 2002 FT35               | 2002 FT35            | 21 березня 2002 | Сокорро (Нью-Мексико)      | LINEAR                                                 |
| (46410) 2002 GF46               | 2002 GF46            | 2 квітня 2002   | Паломарська обсерваторія   | NEAT                                                   |
| (46411) 2002 GS68               | 2002 GS68            | 8 квітня 2002   | Сокорро (Нью-Мексико)      | LINEAR                                                 |
| (46412) 2002 GL76               | 2002 GL76            | 9 квітня 2002   | Сокорро (Нью-Мексико)      | LINEAR                                                 |
| (46413) 2002 GS87               | 2002 GS87            | 10 квітня 2002  | Сокорро (Нью-Мексико)      | LINEAR                                                 |
| (46414) 2002 GD113              | 2002 GD113           | 11 квітня 2002  | Станція Андерсон-Меса      | LONEOS                                                 |
| (46415) 2002 GV125              | 2002 GV125           | 12 квітня 2002  | Сокорро (Нью-Мексико)      | LINEAR                                                 |
| (46416) 2002 HK                 | 2002 HK              | 16 квітня 2002  | Обсерваторія Дезерт-Іґл    | Вільям Йон                                             |
| (46417) 2002 JV4                | 2002 JV4             | 4 травня 2002   | Обсерваторія Дезерт-Іґл    | Вільям Йон                                             |
| (46418) 2002 JS12               | 2002 JS12            | 6 травня 2002   | Обсерваторія Дезерт-Іґл    | Вільям Йон                                             |
| (46419) 2002 JO21               | 2002 JO21            | 9 травня 2002   | Обсерваторія Дезерт-Іґл    | Вільям Йон                                             |
| (46420) 2002 JH23               | 2002 JH23            | 8 травня 2002   | Сокорро (Нью-Мексико)      | LINEAR                                                 |
| (46421) 2002 JC33               | 2002 JC33            | 9 травня 2002   | Сокорро (Нью-Мексико)      | LINEAR                                                 |
| (46422) 2002 JO33               | 2002 JO33            | 9 травня 2002   | Сокорро (Нью-Мексико)      | LINEAR                                                 |
| (46423) 2002 JR34               | 2002 JR34            | 9 травня 2002   | Сокорро (Нью-Мексико)      | LINEAR                                                 |
| (46424) 2002 JZ35               | 2002 JZ35            | 9 травня 2002   | Сокорро (Нью-Мексико)      | LINEAR                                                 |
| (46425) 2002 JP44               | 2002 JP44            | 9 травня 2002   | Сокорро (Нью-Мексико)      | LINEAR                                                 |
| (46426) 2002 JG58               | 2002 JG58            | 9 травня 2002   | Сокорро (Нью-Мексико)      | LINEAR                                                 |
| (46427) 2002 JS59               | 2002 JS59            | 9 травня 2002   | Сокорро (Нью-Мексико)      | LINEAR                                                 |
| (46428) 2002 JO63               | 2002 JO63            | 9 травня 2002   | Сокорро (Нью-Мексико)      | LINEAR                                                 |
| (46429) 2002 JP63               | 2002 JP63            | 9 травня 2002   | Сокорро (Нью-Мексико)      | LINEAR                                                 |
| (46430) 2002 JV63               | 2002 JV63            | 9 травня 2002   | Сокорро (Нью-Мексико)      | LINEAR                                                 |
| (46431) 2002 JL65               | 2002 JL65            | 9 травня 2002   | Сокорро (Нью-Мексико)      | LINEAR                                                 |
| (46432) 2002 JR65               | 2002 JR65            | 9 травня 2002   | Сокорро (Нью-Мексико)      | LINEAR                                                 |
| (46433) 2002 JQ67               | 2002 JQ67            | 9 травня 2002   | Сокорро (Нью-Мексико)      | LINEAR                                                 |
| (46434) 2002 JK143              | 2002 JK143           | 12 травня 2002  | Сокорро (Нью-Мексико)      | LINEAR                                                 |
| (46435) 2002 KY4                | 2002 KY4             | 16 травня 2002  | Сокорро (Нью-Мексико)      | LINEAR                                                 |
| (46436) 2002 LH5                | 2002 LH5             | 6 червня 2002   | Обсерваторія Фаунтін-Гіллс | Чарльз Джулз, Пауло Ольворсем                          |
| (46437) 2002 LL5                | 2002 LL5             | 6 червня 2002   | Обсерваторія Фаунтін-Гіллс | Чарльз Джулз, Пауло Ольворсем                          |
| (46438) 2002 LZ7                | 2002 LZ7             | 4 червня 2002   | Сокорро (Нью-Мексико)      | LINEAR                                                 |
| (46439) 2002 LX12               | 2002 LX12            | 5 червня 2002   | Сокорро (Нью-Мексико)      | LINEAR                                                 |
| (46440) 2002 LS27               | 2002 LS27            | 9 червня 2002   | Сокорро (Нью-Мексико)      | LINEAR                                                 |
| 46441 Майкпенстон (Mikepenston) | 2002 LE30            | 10 червня 2002  | Обсерваторія Фаунтін-Гіллс | Чарльз Джулз, Пауло Ольворсем                          |
| 46442 Кіттріттон (Keithtritton) | 2002 LK35            | 12 червня 2002  | Обсерваторія Фаунтін-Гіллс | Чарльз Джулз, Пауло Ольворсем                          |
| (46443) 2002 LW43               | 2002 LW43            | 10 червня 2002  | Сокорро (Нью-Мексико)      | LINEAR                                                 |
| (46444) 2089 P-L                | 2089 P-L             | 24 вересня 1960 | Паломарська обсерваторія   | К. Й. ван Гаутен, І. ван Гаутен-Ґроневельд, Т. Герельс |
| (46445) 2102 P-L                | 2102 P-L             | 24 вересня 1960 | Паломарська обсерваторія   | К. Й. ван Гаутен, І. ван Гаутен-Ґроневельд, Т. Герельс |
| (46446) 2110 P-L                | 2110 P-L             | 24 вересня 1960 | Паломарська обсерваторія   | К. Й. ван Гаутен, І. ван Гаутен-Ґроневельд, Т. Герельс |
| (46447) 2208 P-L                | 2208 P-L             | 24 вересня 1960 | Паломарська обсерваторія   | К. Й. ван Гаутен, І. ван Гаутен-Ґроневельд, Т. Герельс |
| (46448) 2829 P-L                | 2829 P-L             | 24 вересня 1960 | Паломарська обсерваторія   | К. Й. ван Гаутен, І. ван Гаутен-Ґроневельд, Т. Герельс |
| (46449) 3036 P-L                | 3036 P-L             | 24 вересня 1960 | Паломарська обсерваторія   | К. Й. ван Гаутен, І. ван Гаутен-Ґроневельд, Т. Герельс |
| (46450) 3039 P-L                | 3039 P-L             | 24 вересня 1960 | Паломарська обсерваторія   | К. Й. ван Гаутен, І. ван Гаутен-Ґроневельд, Т. Герельс |
| (46451) 3050 P-L                | 3050 P-L             | 24 вересня 1960 | Паломарська обсерваторія   | К. Й. ван Гаутен, І. ван Гаутен-Ґроневельд, Т. Герельс |
| (46452) 3097 P-L                | 3097 P-L             | 24 вересня 1960 | Паломарська обсерваторія   | К. Й. ван Гаутен, І. ван Гаутен-Ґроневельд, Т. Герельс |
| (46453) 4013 P-L                | 4013 P-L             | 24 вересня 1960 | Паломарська обсерваторія   | К. Й. ван Гаутен, І. ван Гаутен-Ґроневельд, Т. Герельс |
| (46454) 4029 P-L                | 4029 P-L             | 24 вересня 1960 | Паломарська обсерваторія   | К. Й. ван Гаутен, І. ван Гаутен-Ґроневельд, Т. Герельс |
| (46455) 4054 P-L                | 4054 P-L             | 24 вересня 1960 | Паломарська обсерваторія   | К. Й. ван Гаутен, І. ван Гаутен-Ґроневельд, Т. Герельс |
| (46456) 4140 P-L                | 4140 P-L             | 24 вересня 1960 | Паломарська обсерваторія   | К. Й. ван Гаутен, І. ван Гаутен-Ґроневельд, Т. Герельс |
| (46457) 4166 P-L                | 4166 P-L             | 24 вересня 1960 | Паломарська обсерваторія   | К. Й. ван Гаутен, І. ван Гаутен-Ґроневельд, Т. Герельс |
| (46458) 4244 P-L                | 4244 P-L             | 24 вересня 1960 | Паломарська обсерваторія   | К. Й. ван Гаутен, І. ван Гаутен-Ґроневельд, Т. Герельс |
| (46459) 4540 P-L                | 4540 P-L             | 24 вересня 1960 | Паломарська обсерваторія   | К. Й. ван Гаутен, І. ван Гаутен-Ґроневельд, Т. Герельс |
| (46460) 4798 P-L                | 4798 P-L             | 24 вересня 1960 | Паломарська обсерваторія   | К. Й. ван Гаутен, І. ван Гаутен-Ґроневельд, Т. Герельс |
| (46461) 6105 P-L                | 6105 P-L             | 24 вересня 1960 | Паломарська обсерваторія   | К. Й. ван Гаутен, І. ван Гаутен-Ґроневельд, Т. Герельс |
| (46462) 6179 P-L                | 6179 P-L             | 24 вересня 1960 | Паломарська обсерваторія   | К. Й. ван Гаутен, І. ван Гаутен-Ґроневельд, Т. Герельс |
| (46463) 6290 P-L                | 6290 P-L             | 24 вересня 1960 | Паломарська обсерваторія   | К. Й. ван Гаутен, І. ван Гаутен-Ґроневельд, Т. Герельс |
| (46464) 6602 P-L                | 6602 P-L             | 24 вересня 1960 | Паломарська обсерваторія   | К. Й. ван Гаутен, І. ван Гаутен-Ґроневельд, Т. Герельс |
| (46465) 6617 P-L                | 6617 P-L             | 24 вересня 1960 | Паломарська обсерваторія   | К. Й. ван Гаутен, І. ван Гаутен-Ґроневельд, Т. Герельс |
| (46466) 6622 P-L                | 6622 P-L             | 24 вересня 1960 | Паломарська обсерваторія   | К. Й. ван Гаутен, І. ван Гаутен-Ґроневельд, Т. Герельс |
| (46467) 6730 P-L                | 6730 P-L             | 24 вересня 1960 | Паломарська обсерваторія   | К. Й. ван Гаутен, І. ван Гаутен-Ґроневельд, Т. Герельс |
| (46468) 6887 P-L                | 6887 P-L             | 24 вересня 1960 | Паломарська обсерваторія   | К. Й. ван Гаутен, І. ван Гаутен-Ґроневельд, Т. Герельс |
| (46469) 9572 P-L                | 9572 P-L             | 17 жовтня 1960  | Паломарська обсерваторія   | К. Й. ван Гаутен, І. ван Гаутен-Ґроневельд, Т. Герельс |
| (46470) 9607 P-L                | 9607 P-L             | 17 жовтня 1960  | Паломарська обсерваторія   | К. Й. ван Гаутен, І. ван Гаутен-Ґроневельд, Т. Герельс |
| (46471) 1160 T-1                | 1160 T-1             | 25 березня 1971 | Паломарська обсерваторія   | К. Й. ван Гаутен, І. ван Гаутен-Ґроневельд, Т. Герельс |
| (46472) 2155 T-1                | 2155 T-1             | 25 березня 1971 | Паломарська обсерваторія   | К. Й. ван Гаутен, І. ван Гаутен-Ґроневельд, Т. Герельс |
| (46473) 3066 T-1                | 3066 T-1             | 26 березня 1971 | Паломарська обсерваторія   | К. Й. ван Гаутен, І. ван Гаутен-Ґроневельд, Т. Герельс |
| (46474) 3109 T-1                | 3109 T-1             | 26 березня 1971 | Паломарська обсерваторія   | К. Й. ван Гаутен, І. ван Гаутен-Ґроневельд, Т. Герельс |
| (46475) 3204 T-1                | 3204 T-1             | 26 березня 1971 | Паломарська обсерваторія   | К. Й. ван Гаутен, І. ван Гаутен-Ґроневельд, Т. Герельс |
| (46476) 4208 T-1                | 4208 T-1             | 26 березня 1971 | Паломарська обсерваторія   | К. Й. ван Гаутен, І. ван Гаутен-Ґроневельд, Т. Герельс |
| (46477) 4266 T-1                | 4266 T-1             | 26 березня 1971 | Паломарська обсерваторія   | К. Й. ван Гаутен, І. ван Гаутен-Ґроневельд, Т. Герельс |
| (46478) 1097 T-2                | 1097 T-2             | 29 вересня 1973 | Паломарська обсерваторія   | К. Й. ван Гаутен, І. ван Гаутен-Ґроневельд, Т. Герельс |
| (46479) 1150 T-2                | 1150 T-2             | 29 вересня 1973 | Паломарська обсерваторія   | К. Й. ван Гаутен, І. ван Гаутен-Ґроневельд, Т. Герельс |
| (46480) 1170 T-2                | 1170 T-2             | 29 вересня 1973 | Паломарська обсерваторія   | К. Й. ван Гаутен, І. ван Гаутен-Ґроневельд, Т. Герельс |
| (46481) 1198 T-2                | 1198 T-2             | 29 вересня 1973 | Паломарська обсерваторія   | К. Й. ван Гаутен, І. ван Гаутен-Ґроневельд, Т. Герельс |
| (46482) 1460 T-2                | 1460 T-2             | 30 вересня 1973 | Паломарська обсерваторія   | К. Й. ван Гаутен, І. ван Гаутен-Ґроневельд, Т. Герельс |
| (46483) 1549 T-2                | 1549 T-2             | 24 вересня 1973 | Паломарська обсерваторія   | К. Й. ван Гаутен, І. ван Гаутен-Ґроневельд, Т. Герельс |
| (46484) 2245 T-2                | 2245 T-2             | 29 вересня 1973 | Паломарська обсерваторія   | К. Й. ван Гаутен, І. ван Гаутен-Ґроневельд, Т. Герельс |
| (46485) 2279 T-2                | 2279 T-2             | 29 вересня 1973 | Паломарська обсерваторія   | К. Й. ван Гаутен, І. ван Гаутен-Ґроневельд, Т. Герельс |
| (46486) 3113 T-2                | 3113 T-2             | 30 вересня 1973 | Паломарська обсерваторія   | К. Й. ван Гаутен, І. ван Гаутен-Ґроневельд, Т. Герельс |
| (46487) 3322 T-2                | 3322 T-2             | 25 вересня 1973 | Паломарська обсерваторія   | К. Й. ван Гаутен, І. ван Гаутен-Ґроневельд, Т. Герельс |
| (46488) 3335 T-2                | 3335 T-2             | 24 вересня 1973 | Паломарська обсерваторія   | К. Й. ван Гаутен, І. ван Гаутен-Ґроневельд, Т. Герельс |
| (46489) 4156 T-2                | 4156 T-2             | 29 вересня 1973 | Паломарська обсерваторія   | К. Й. ван Гаутен, І. ван Гаутен-Ґроневельд, Т. Герельс |
| (46490) 4164 T-2                | 4164 T-2             | 29 вересня 1973 | Паломарська обсерваторія   | К. Й. ван Гаутен, І. ван Гаутен-Ґроневельд, Т. Герельс |
| (46491) 5070 T-2                | 5070 T-2             | 25 вересня 1973 | Паломарська обсерваторія   | К. Й. ван Гаутен, І. ван Гаутен-Ґроневельд, Т. Герельс |
| (46492) 1023 T-3                | 1023 T-3             | 17 жовтня 1977  | Паломарська обсерваторія   | К. Й. ван Гаутен, І. ван Гаутен-Ґроневельд, Т. Герельс |
| (46493) 1032 T-3                | 1032 T-3             | 17 жовтня 1977  | Паломарська обсерваторія   | К. Й. ван Гаутен, І. ван Гаутен-Ґроневельд, Т. Герельс |
| (46494) 1088 T-3                | 1088 T-3             | 17 жовтня 1977  | Паломарська обсерваторія   | К. Й. ван Гаутен, І. ван Гаутен-Ґроневельд, Т. Герельс |
| (46495) 1123 T-3                | 1123 T-3             | 17 жовтня 1977  | Паломарська обсерваторія   | К. Й. ван Гаутен, І. ван Гаутен-Ґроневельд, Т. Герельс |
| (46496) 1157 T-3                | 1157 T-3             | 17 жовтня 1977  | Паломарська обсерваторія   | К. Й. ван Гаутен, І. ван Гаутен-Ґроневельд, Т. Герельс |
| (46497) 2214 T-3                | 2214 T-3             | 17 жовтня 1977  | Паломарська обсерваторія   | К. Й. ван Гаутен, І. ван Гаутен-Ґроневельд, Т. Герельс |
| (46498) 2240 T-3                | 2240 T-3             | 16 жовтня 1977  | Паломарська обсерваторія   | К. Й. ван Гаутен, І. ван Гаутен-Ґроневельд, Т. Герельс |
| (46499) 2409 T-3                | 2409 T-3             | 16 жовтня 1977  | Паломарська обсерваторія   | К. Й. ван Гаутен, І. ван Гаутен-Ґроневельд, Т. Герельс |
| (46500) 2610 T-3                | 2610 T-3             | 16 жовтня 1977  | Паломарська обсерваторія   | К. Й. ван Гаутен, І. ван Гаутен-Ґроневельд, Т. Герельс |

| ← Астероїди 40001—50000 → |             |             |             |             |             |             |             |             |             |
| 40001—40100               | 41001—41100 | 42001—42100 | 43001—43100 | 44001—44100 | 45001—45100 | 46001—46100 | 47001—47100 | 48001—48100 | 49001—49100 |
| 40101—40200               | 41101—41200 | 42101—42200 | 43101—43200 | 44101—44200 | 45101—45200 | 46101—46200 | 47101—47200 | 48101—48200 | 49101—49200 |
| 40201—40300               | 41201—41300 | 42201—42300 | 43201—43300 | 44201—44300 | 45201—45300 | 46201—46300 | 47201—47300 | 48201—48300 | 49201—49300 |
| 40301—40400               | 41301—41400 | 42301—42400 | 43301—43400 | 44301—44400 | 45301—45400 | 46301—46400 | 47301—47400 | 48301—48400 | 49301—49400 |
| 40401—40500               | 41401—41500 | 42401—42500 | 43401—43500 | 44401—44500 | 45401—45500 | 46401—46500 | 47401—47500 | 48401—48500 | 49401—49500 |
| 40501—40600               | 41501—41600 | 42501—42600 | 43501—43600 | 44501—44600 | 45501—45600 | 46501—46600 | 47501—47600 | 48501—48600 | 49501—49600 |
| 40601—40700               | 41601—41700 | 42601—42700 | 43601—43700 | 44601—44700 | 45601—45700 | 46601—46700 | 47601—47700 | 48601—48700 | 49601—49700 |
| 40701—40800               | 41701—41800 | 42701—42800 | 43701—43800 | 44701—44800 | 45701—45800 | 46701—46800 | 47701—47800 | 48701—48800 | 49701—49800 |
| 40801—40900               | 41801—41900 | 42801—42900 | 43801—43900 | 44801—44900 | 45801—45900 | 46801—46900 | 47801—47900 | 48801—48900 | 49801—49900 |
| 40901—41000               | 41901—42000 | 42901—43000 | 43901—44000 | 44901—45000 | 45901—46000 | 46901—47000 | 47901—48000 | 48901—49000 | 49901—50000 |